# Centropogon latifrons
Centropogon latifrons е вид лъчеперка от семейство Tetrarogidae.

## Разпространение и местообитание
Видът е разпространен в Австралия (Западна Австралия и Южна Австралия).
Обитава крайбрежията и пясъчните дъна на полусолени водоеми, морета, заливи и рифове.

## Описание
На дължина достигат до 12,5 cm.